# 黒ちゃんねる
『黒ちゃんねる』（くろちゃんねる）は、2010年1月8日からテレビ愛知で放送されているバラエティ番組。2012年2月よりタイトルロゴの表記が「96CH」と改められたが、番組表においては「黒ちゃんねる」のままである。

## 概要
黒岩唯一が「黒ちゃんファミリー」と呼ばれる共演者たちと、東海3県各地で様々なバラエティ企画を遂行する深夜番組。ユニークな新商品や新サービスを生み出すという設定で毎回企画を進めている。このような性質から、番組は「マーケティング・バラエティー」を自称している。
主な番組構成は、まず黒岩が当該回で宣伝する小売店や飲食店などの店内でトークをした後、事前収録した企画VTRを2本放送。その後、東海3県各地のイベント情報ミニコーナーを1本放送して終了する。番組のラストでは、毎回視聴者プレゼントの発表を行っている。企画VTRは基本的に数週にわたって放送されるが1週のみで終了のケースもある。企画にはそれぞれファイルナンバーが付与され、番組公式サイトのバックナンバーにて各企画の開始時期が確認できる。
2010年12月までは複数の企業が提供スポンサーとなっていた。2011年1月より、いずれか1社が2か月から3か月ほど専属スポンサーとなり放送する一社提供番組のスタイルに移行。2012年になり従来の複数企業による提供に戻っている。番組の放送時間中には、黒岩自身がスポンサー企業の宣伝を行う特別CMが放送される。

## 放送時間
いずれも日本標準時。通常は以下の時間帯に放送されるが、2011年12月30日と2012年12月28日放送の55分スペシャルのみ金曜24:00枠にて放送。また、2010年11月27日放送の『黒ちゃんねる 増刊号』（くろちゃんねる ぞうかんごう）という関連特番は土曜24:50枠にて放送された。
- 金曜 25:28 - 25:58 （2010年1月 - 2011年4月）
- 金曜 25:30 - 26:00 （2011年4月 - 2012年9月） - テレビ愛知深夜の天気予報の放送開始に伴い、以後は2分繰り下げて放送。
- 金曜 25:35 - 26:05 （2012年10月 - 現在） - テレビ愛知深夜のミニ番組群の増加に伴い、さらに5分繰り下げて放送。

## 出演者
当番組の出演者たちは「黒ちゃんファミリー」と呼ばれる。

### 室長
- 黒岩唯一 - 当番組のメインMC。番組では「黒岩マーケティング室」の室長という肩書き。

### 心のボス
- 鈴木雅之 - 基本的には写真と声のみの出演。「鈴木雅之応援企画」では自身が直接出演することもある。

### その他の主な出演者
- プロデューサーA - 声のみの出演。ディレクターAとともにトークパートで黒岩の相手役を務める。
- ディレクターA - 声のみの出演。紹介テロップでは「Aディレクター」と表記されることもある。
- 石田真以 - 放送開始当初の出演者で、女子レーシングカート関係の企画を中心に出演。愛称「マイマイ」。
- 小林真奈美 - 愛称「マナマナ姉さん」。
- 荒木雅博
- 藤井誠暢
- 西川貴教
- 楢﨑正剛
- Sonar Pocket
- 藤井フミヤ
- 河村隆一
- 大黒摩季
- 松崎しげる
- IKURA
- プリマベーラ
- ほかにも「暫定アシスタント」なるメンバーが14人存在する。新黒ちゃんファミリーへの正式加入を目指して随時ロケに参加している。

## スタッフ
- ナレーター - 川道良明
- 協力 - FM A!ch! 80.7、BLANCO、ヴィズミックモデルエージェンシー（株）、Covergirl Entertainment、Bright Co.,Ltd.、MODEL AGENCY Khaos、SAIKURU MODEL AGENCY
- 制作協力 - 黒ちゃんねる製作委員会（有限会社ブラックロック、有限会社青空、株式会社ソニックビジョン）
- 制作・著作 - テレビ愛知

## 主な企画
東海3県の企業や飲食店などから依頼された新商品のPR活動を行う。また、黒岩プロデュースによる商品や番組そのものをPRする場合もある。

### 商品企画
オリジナルカレーうどんの企画
寿がきや食品の協力のもと、黒岩唯一監修オリジナルカレーうどん「黒ちゃん 黒カレーうどん」を企画した。同メニューは、2011年4月24日から期間・販売数限定で寿がきや直営うどん店「ころ家 熱田キャッスル店」にて販売。また、同年5月31日からはレトルトタイプのカップ麺「黒ちゃん 黒カレーうどん」が愛知県・岐阜県・三重県下のサークルKおよびサンクス各店で販売された。

### 番組のPR活動
マンモスフリーマーケットへの出店
2010年5月1日・5月2日にポートメッセなごやで行われた「マンモスフリーマーケット2010 Spring」に、番組収録と一般へのアピールを兼ねて番組ブースを出店。
インターナショナルポッカGTサマースペシャルでのPR
2010年8月21日・8月22日に鈴鹿サーキットで行われた「第39回 インターナショナルポッカGTサマースペシャル」にて番組をPRし、来場したキャンペーンガールや観客など700人から黒ちゃんねるコールを浴びた。

## オープニングテーマ
- 黒いイナズマ (ASH DA HERO) 2018年8月3日〜

## エンディングテーマ
- キミの街にゆくよ（鈴木雅之）
- ゴメンね…。〜お前との約束〜（Sonar Pocket）
- THE CODE 〜暗号〜（鈴木雅之）